# Ottmannsdorf
Ottmannsdorf ist ein Ortsteil der Stadt Triptis im Saale-Orla-Kreis in Thüringen.

## Geografie
Versteckt auf einer Hochebene der Saale-Elster-Buntsandsteinplatte mit Wiesen und Feldern sowie Wald umgeben liegt das Dorf. Eine Ortsverbindungsstraße führt zur Bundesstraße 2318 von Neustadt an der Orla kommend nach Lippersdorf-Erdmannsdorf. Der Ort liegt sowohl von Neustadt an der Orla, als auch von Triptis gleich weit entfernt. Nördlich der Gemarkung beginnt das Thüringer Holzland um Hermsdorf.

## Geschichte
Die urkundlich nachgewiesene Ersterwähnung erfolgte 1378. Die Bewohner des Weilers waren von jeher wald- und landwirtschaftlich geprägt. Die Bauern mussten in den 1950er Jahren auch den Weg der Kollektivierung ihrer Höfe gehen und fanden nach der Wende neue Formen der Landbewirtschaftung.
Die Eingemeindung zu Triptis erfolgte am 1. Mai 1965.

## Kirche
Die Kirche ist romanischen Ursprungs, das Langhaus stammt von 1641. Im 18. Jh. wurde sie barockisiert. 2023 erfolgte eine Innensanierung. Die Kirchengemeinde gehört zum Pfarrbereich Pillingsdorf im Kirchenkreis Schleiz der Evangelischen Kirche in Mitteldeutschland. Die Orgel auf der Empore wurde 1891 von Hermann Kopp aus Bürgel erbaut.